# شقران 1 (شكران)
شقران 1 هي إحدى مشيخات المملكة المغربية، تتبع جغرافيا لإقليم الحسيمة وإداريًا لشكران. يقدر عدد سكانها بـ 1649 نسمة حسب الإحصاء الرسمي للسكان والسكنى لسنة 2004.